# Лунка-Мурешулуй (комуна)
Лунка-Мурешулуй (рум. Lunca Mureșului) — комуна у повіті Алба в Румунії. До складу комуни входять такі села (дані про населення за 2002 рік):
- Гура-Арієшулуй (554 особи)
- Лунка-Мурешулуй (2115 осіб) — адміністративний центр комуни

Комуна розташована на відстані 279 км на північний захід від Бухареста, 46 км на північний схід від Алба-Юлії, 45 км на південний схід від Клуж-Напоки.

## Населення
За даними перепису населення 2002 року у комуні проживали 2669 осіб.
Національний склад населення комуни:
| Національність | Кількість осіб | Відсоток |
| -------------- | -------------- | -------- |
| румуни         | 1719           | 64,4%    |
| угорці         | 755            | 28,3%    |
| цигани         | 195            | 7,3%     |

Рідною мовою назвали:
| Мова      | Кількість осіб | Відсоток |
| --------- | -------------- | -------- |
| румунська | 1828           | 68,5%    |
| угорська  | 791            | 29,6%    |
| циганська | 50             | 1,9%     |

Склад населення комуни за віросповіданням:
| Релігія        | Кількість осіб | Відсоток |
| -------------- | -------------- | -------- |
| православні    | 1709           | 64,0%    |
| реформати      | 713            | 26,7%    |
| п'ятдесятники  | 63             | 2,4%     |
| римо-католики  | 59             | 2,2%     |
| греко-католики | 24             | 0,9%     |
| баптисти       | 24             | 0,9%     |
| адвентисти     | 15             | 0,6%     |
| не релігійні   | 14             | 0,5%     |
| унітарії       | 7              | 0,3%     |
| атеїсти        | 6              | 0,2%     |
| бретрени       | 3              | 0,1%     |
| мусульмани     | 1              | < 0,1%   |